# Breganze bianco
Il Breganze bianco è un vino DOC la cui produzione è consentita nella provincia di Vicenza.

## Caratteristiche organolettiche
- colore: giallo paglierino.
- odore: vinoso, delicatamente intenso.
- sapore: asciutto, rotondo, fresco di corpo, con o senza presenza gradevole di legno

## Produzione
Provincia, stagione, volume in ettolitri
- Vicenza  (1990/91)  5833,43
- Vicenza  (1991/92)  6360,49
- Vicenza  (1992/93)  7191,48
- Vicenza  (1993/94)  6534,04
- Vicenza  (1994/95)  6615,71
- Vicenza  (1995/96)  6196,98
- Vicenza  (1996/97)  5996,88